# بيتر ولش (لاعب كرة قدم أسترالية)
بيتر ولش (بالإنجليزية: Peter Welsh)‏ هو لاعب كرة قدم أسترالية أسترالي، ولد في 24 يناير 1954، وتوفي في 18 يوليو 2008.

## وصلات خارجية
- بيتر ولش على موقع AustralianFootball.com (الإنجليزية)
- بيتر ولش على موقع AFLtables.com (الإنجليزية)